# Леганес
Леганес (ісп. Leganés) — муніципалітет в Іспанії, у складі автономної спільноти Мадрид. Населення — 187 227 осіб (2010).
Муніципалітет розташований на відстані близько 11 км на південний захід від Мадрида.
На території муніципалітету розташовані такі населені пункти: (дані про населення за 2010 рік)
- Фортуна: 12840 осіб
- Леганес: 174214 осіб
- Бутарке: 173 особи

## Демографія
Динаміка населення (INE ):

## Галерея зображень

Розташування муніципалітету у автономній спільноті Мадрид
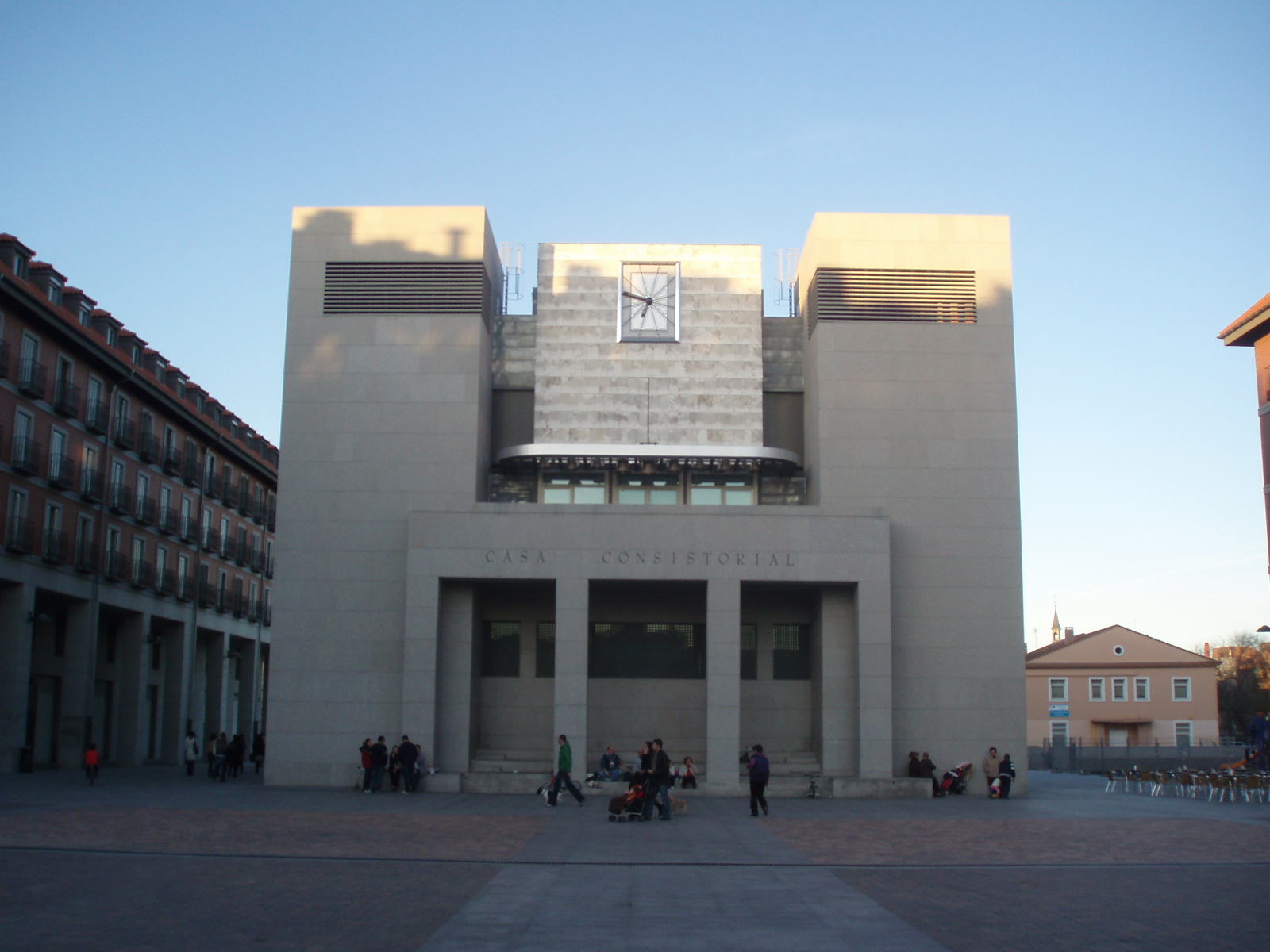
Міська ратуша
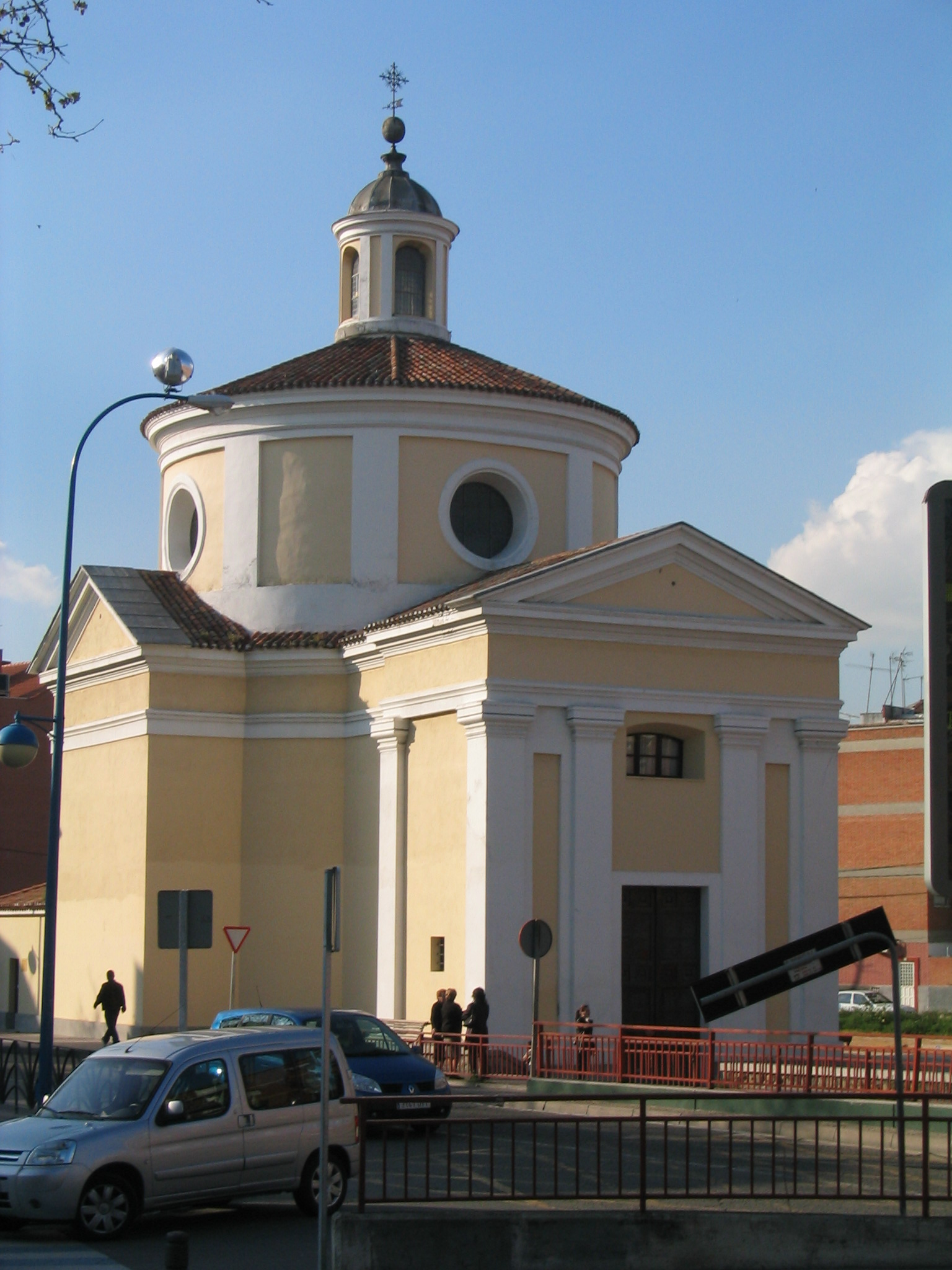
Каплиця Сан-Нікасіо
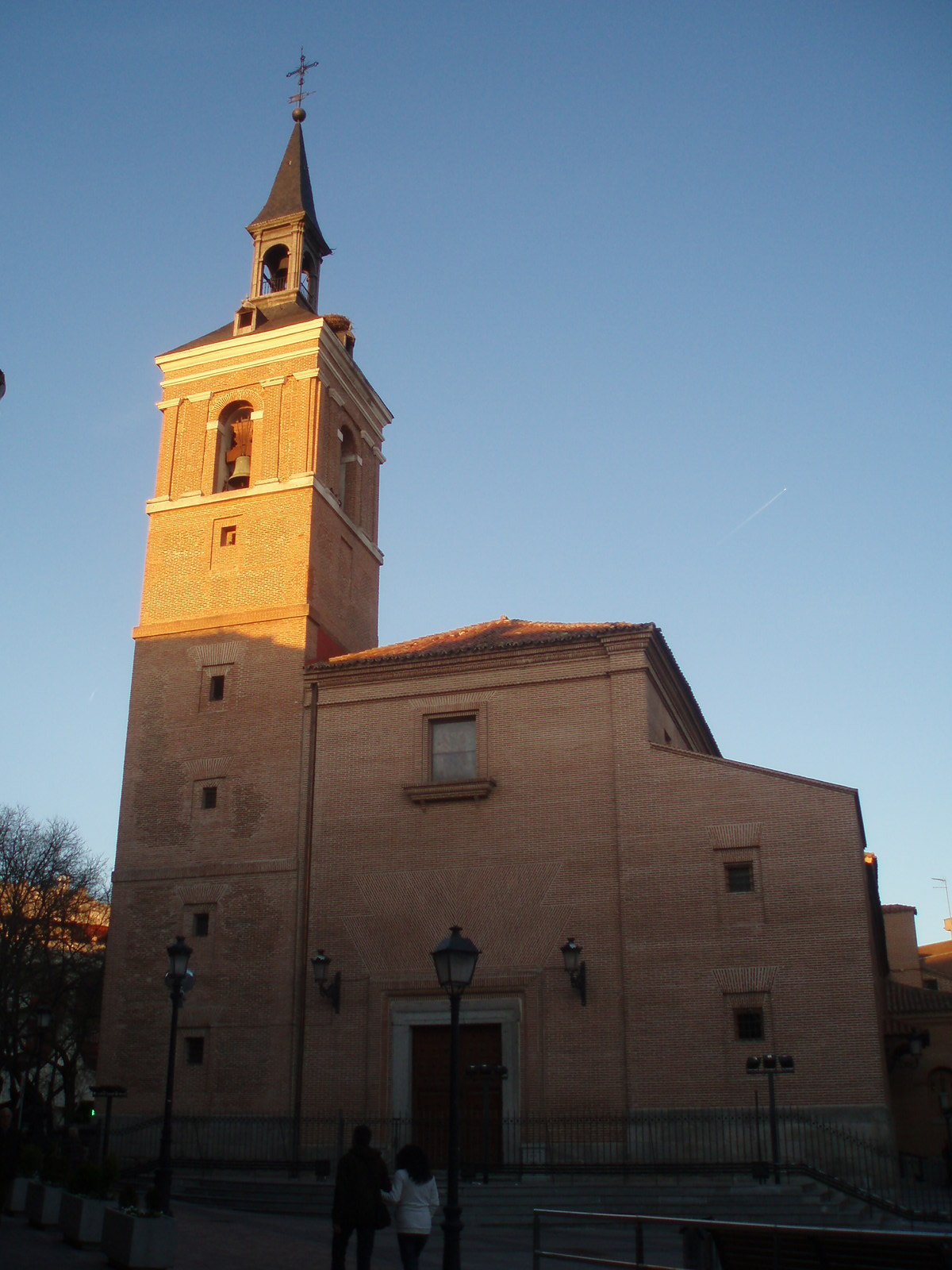
Церква Сан-Сальвадор, Леганес